# Rjúpnafell (kulle i Island, Austurland, lat 65,68, long -15,15)
Rjúpnafell är en kulle i republiken Island. Den ligger i regionen Austurland, 400 km nordost om huvudstaden Reykjavík. Toppen på Rjúpnafell är 448 meter över havet.
Trakten runt Rjúpnafell är nära nog obefolkad, med mindre än två invånare per kvadratkilometer. Närmaste större samhälle är Vopnafjörður, 17,4 km nordost om Rjúpnafell. Trakten runt Rjúpnafell består i huvudsak av gräsmarker.